# Búcsú New Yorktól (Így jártam anyátokkal)
A Búcsú New Yorktól az Így jártam anyátokkal című televízió-sorozat kilencedik évadjának harmadik epizódja. Eredetileg 2013. szeptember 30-án én vetítették, az Egyesült Államokban, míg Magyarországon 2014. március 24-én.
Ebben az epizódban Ted listába szedi azokat a dolgokat, amiket még szeretne megtenni, mielőtt Chicagóba költözne. Lily frusztrált lesz, mert ezekről a  tervekről csak ő tud. Robin és Barney rádöbbennek, hogy már csak nagyon kevés idejük lesz egymásra, mielőtt megérkeznek a rokonok. 

## Cselekmény
Péntek délután 2 óra van, 52 óra van hátra az esküvőig. Miközben Robin és Barney az esküvői menetrendet tanulmányozzák, meghallják, hogy megérkeznek az idős rokonok. Rájönnek, hogy innentől kezdve egyetlen percük sem lesz, amit kettesben tölthetnek el. Mikor Robin megemlíti a dédszüleit, akik már 60 éve házasok, és folyton veszekednek, Barney elgondolkodik, hogy vajon még mindig szexelnek-e. Attól tart, hogy velük is ez fog majd történni, de Robin megnyugtatja, hogy nem. Ettől nem lesz nyugodtabb, ezért azt mondja, hogy szexelniük kell itt és most. Robin azt javasolja, csinálják egy olyan helyen, ahol nem lehetne. Hiába próbálnak akárhová menni, a rokonok már mindenütt ott vannak és kétségbeesetten kerülik el őket. A jégkészítő gép melletti szobába bújnak el, ahol legnagyobb meglepetésükre James-szel találkoznak. Hogy megadja nekik azt, amit kérnek, James hősiesen önfeláldozza magát és ő megy ki a rokonok közé, elterelni a figyelmüket. Barney és Robin megbeszélnek egy találkát a harmadik emeleten, ahol legnagyobb meglepetésre Robin dédszüleit látják szexelni. Bár visszataszítónak találják, megérinti őket, hogy hatvan év után is van intimitás, ezért úgy határoznak, inkább mégis lemennek, és ők is üdvözlik a rokonságot.
Lily felhívja Marshallt, aki elmondja, hogy már Wisconsinban járnak. Marshall utálja Wisconsint, mert ennek az államnak a csapata a Green Bay Packers, a Minnesota Vikings legnagyobb riválisa.Megígéri, hogy megérkezik a bemutatkozó vacsorára. Lily ezután még elmeséli, hogy a ruha, amit fel akart venni arra az alkalomra, tönkrement a tisztítóban. Ahogy leteszi a telefont, megérkezik Ted, kezében egy listával. Lily azt hiszi, hogy az Ted pohárköszöntője, de valójában nem: olyan dolgok szerepelnek rajta, amiket még szeretne megcsinálni, mielőtt Chicagóba költözne. Lilynek nem tetszik a költözés és az sem, hogy ő tud egyedül az egészről. Ted nem akarja nagydobra verni, mert nem akarja, hogy az esküvő előtt "bombát robbantson" a hírrel. Lily szerint azonban ez csak egy álságos kifogás és igazából Robin és Barney elől menekül, és a listán csupa olyan dolgok szerepelnek, amik miatt szereti New Yorkot. Az egyik első tétel a listán: tisztázni április 26-át. Kiderül, hogy nem a tisztítóban tették tönkre Lily ruháját, hanem Marshall és Ted kardoztak, és eközben semmisült meg. Lily bosszúból arra kényszeríti Tedet, hogy vegyen fel egy ősrégi fürdődresszt, Marshallt pedig arra, hogy öltözzön be Green Bay Packers szurkolónak egy szuvenírboltban.
Lily végül észreveszi, hogy a listán van egy tétel, mely szerint egy whiskyt meg kell innia Barneyval. Mivel ez egy egyszerű dolog, Lily megvádolja azzal Tedet, hogy kerüli Barneyt. Ted azt mondja, hogy nem, de most mindannyian elfoglaltak, viszont amikor majd megérkezik Marshall, felbontják azt a 30 éves, 600 dollárba került Glen McKenna whiskyt, amit külön erre az alkalomra vásárolt. csakhogy amiről Ted nem tud, hogy ugyanazon az április 26-án Lily és Robin is kardoztak, és ekkor összetörték a whiskysüveget. Hogy pótolják a hiányt, közönséges whiskyt kevertek össze csokiszósszal, kézfertőtlenítővel és ketchuppal, hogy még a szín is stimmeljen, majd átrakták egy másik üvegbe. Lily pánikba esik, hogy Ted észre fogja venni a különbséget, amikor megbontja, de Tednek egyáltalán nem tűnik fel a trükk.
Később Robin észreveszi Lilyt és Tedet, és a listát. Lily, hogy fedezze Tedet, azt hazudja, hogy a listán olyan dolgok vannak, amiket ő szeretne megcsinálni, mielőtt Olaszországba mennének. Mikor április 26-hoz érnek, kiderül a whiskyvel kapcsolatos turpisság, és Lily megígéri, hogy vesz egy másik üveggel. Ted megköszöni a segítséget, Lily pedig azt mondja neki, hogy ha elköltözik, New York akkor is itt lesz, és a jó dolgok is, amik itt várnak rá. Majd azt tanácsolja, hogy menjen és igyon Barneyval, mert Marshall nem valószínű, hogy idejében ideér. Ted bevallja, hogy csakugyan kerülte Barneyt, Lily szerint viszont a barátja mellett kellene lenni a nagy hétvégéjén, és ha nem így tesz, meg fogja bánni. Ted kihúzhatja a listájáról Lily utolsó bölcsességét. Elindul Barneyhoz a whiskyvel, aki üdvözlés helyett rögtön csak annyit mond neki, hogy látta őt és Robint a Central Parkban. A döbbent Ted a földre ejti a whiskysüveget, ami összetörik.

## Kontinuitás
- Barney ismét "gyűrűmackót" mond "gyűrűtartó" helyett ("A medál")
- James megemlíti a válását ("Visszatérés")
- Ted a "Valami új" című részben fedte fel, hogy Chicagóba költözik.
- Mikor Ted felmegy a felette lakóhoz, hogy elmondja, mit is gondol róla, nagyon hasonlóan kezdődik, mint amit az Anyának mondana az "Időutazók" című részben.
- A banda először a "Közbelépés" című epizódban vett egy üveg Glen McKennát. Az "Apu, a fergeteges" című rész szerint ez Barney kedvence.
- Marshall és Ted "A párbaj" című részben kardoztak először. A mostani kardozás eseményei az "Úton Róma felé" és "A Tesó Mitzvó" című epizódok között történtek.
- Lily ismét a "Te aljas görény" kifejezést használja.
- Robin és Ted a Central Parkban a "Valami régi" című epizódban találkoztak.
- Ted vonzódása az Empire State Buildinghez több korábbi epizódban is látható.
- Ted egyik listapontja egy graffiti kijavítása. A nyelvtani helyességek iránti túlzott figyelme a "Spoilerveszély", a "Közbelépés", és "A menyasszony" című részekben volt látható.
- A montázsban, amelyben a Teddel történt rossz dolgok szerepelnek, az alábbiak kaptak helyet: a piás vonat, amikor otthagyták az oltárnál, Victoria búcsúja, amikor Robin közölte hogy nem szerelmes belé, amikor Natalie megverte, mikor leütötték, amikor meglátta a kék kürtöt Robin üres szobájában, és amikor megfogta Robin kezét a Central Parkban.

## Jövőbeli visszautalások
- Az évad során még két üveg Glen McKennát össze fognak törni.
- Robin a "Napfelkelte" című részben tudja meg, hogy Ted Chicagóba költözik.

## Érdekességek
- Barney azt állítja, hogy a harmadik szint teljesen üres. Csakhogy korábban az derült ki, hogy a fogadó a hétvégére teljesen megtelik. Elképzelhető természetesen, hogy mivel még csak péntek van, a szobát lefoglalt vendégek még nem érkeztek meg.
- Ted észre sem vette a whisky kicserélésekor, hogy az új kotyvalék egy teljesen más üvegben van.
- Az epizód címe rímel a második évad "Először New Yorkban" című részére.
- Az epizódban többször is említésre kerül "A herceg menyasszonya" című film és a film egyik főszerepét játszó Mandy Patinkin. Az ő neve az öreg rokonokra mágikus hatással van.